# Хавара
Хавара (араб. هوارة‎ DMG Hawāra) — древнеегипетский некрополь, расположенный в 6 км южнее Файюма.

## История

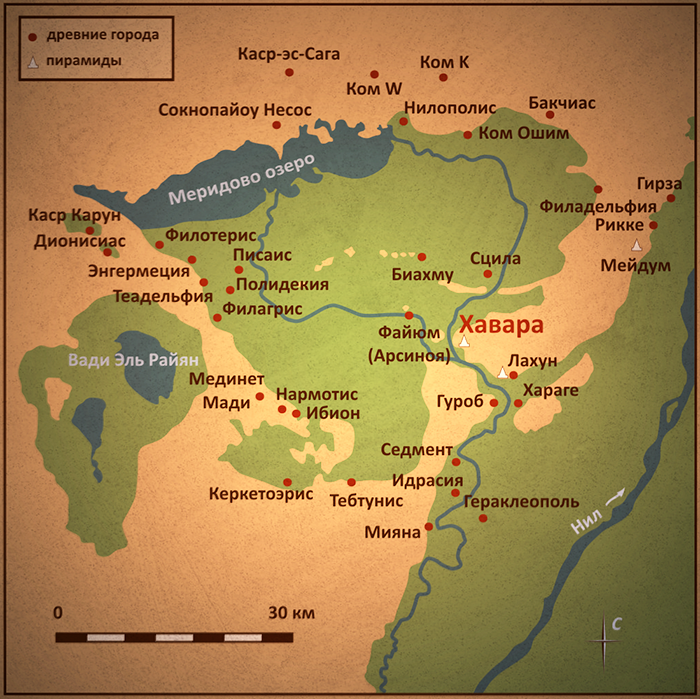
Хавара на карте

Первые раскопки в данной местности были проведены Карлом Лепсиусом в 1843 году. Флиндерс Питри, откопавший руины Хавары в 1888, обнаружил в этом месте папирусы, датированные I и II вв. н. э., в этих папирусах были записаны 1-я и 2-я части Илиады Гомера, которые называются «Хавара Гомер» и хранятся в Бодлианской библиотеке в Оксфорде.
В Хаваре находится незавершённая пирамида Аменемхета III, известная как «пирамида в Хаваре». Построена из необожжённого кирпича. Размер основания — 105 м, высота — 58 м. В настоящее время пирамида находится в полуразрушенном состоянии. К северу от пирамиды в большом некрополе Флиндерсом Питри были найдены 146 портретов на саркофагах, датированные римским периодом, более известные как Файюмские портреты.
В Хаваре также была найдена неповреждённая пирамида Неферу-Птах, дочери Аменемхета III, и гробница царицы Нефрусебек.

## Галерея

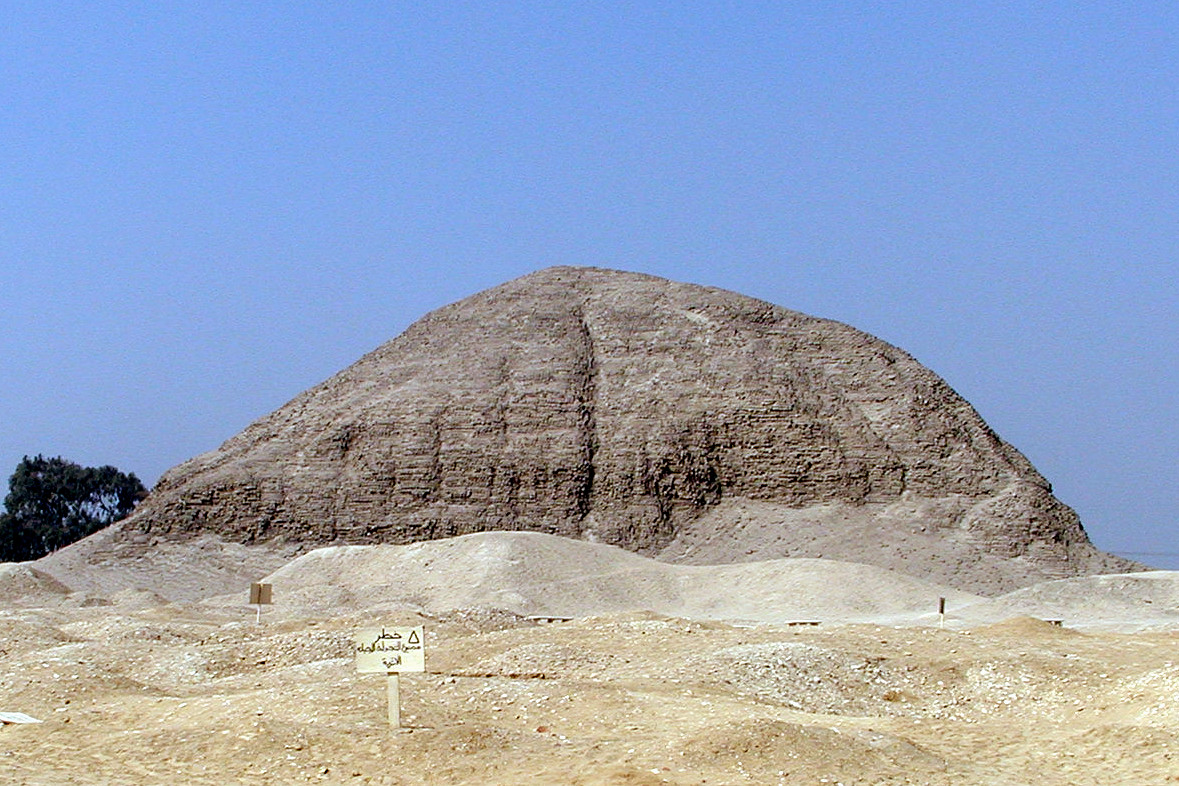
Пирамида в Хаваре
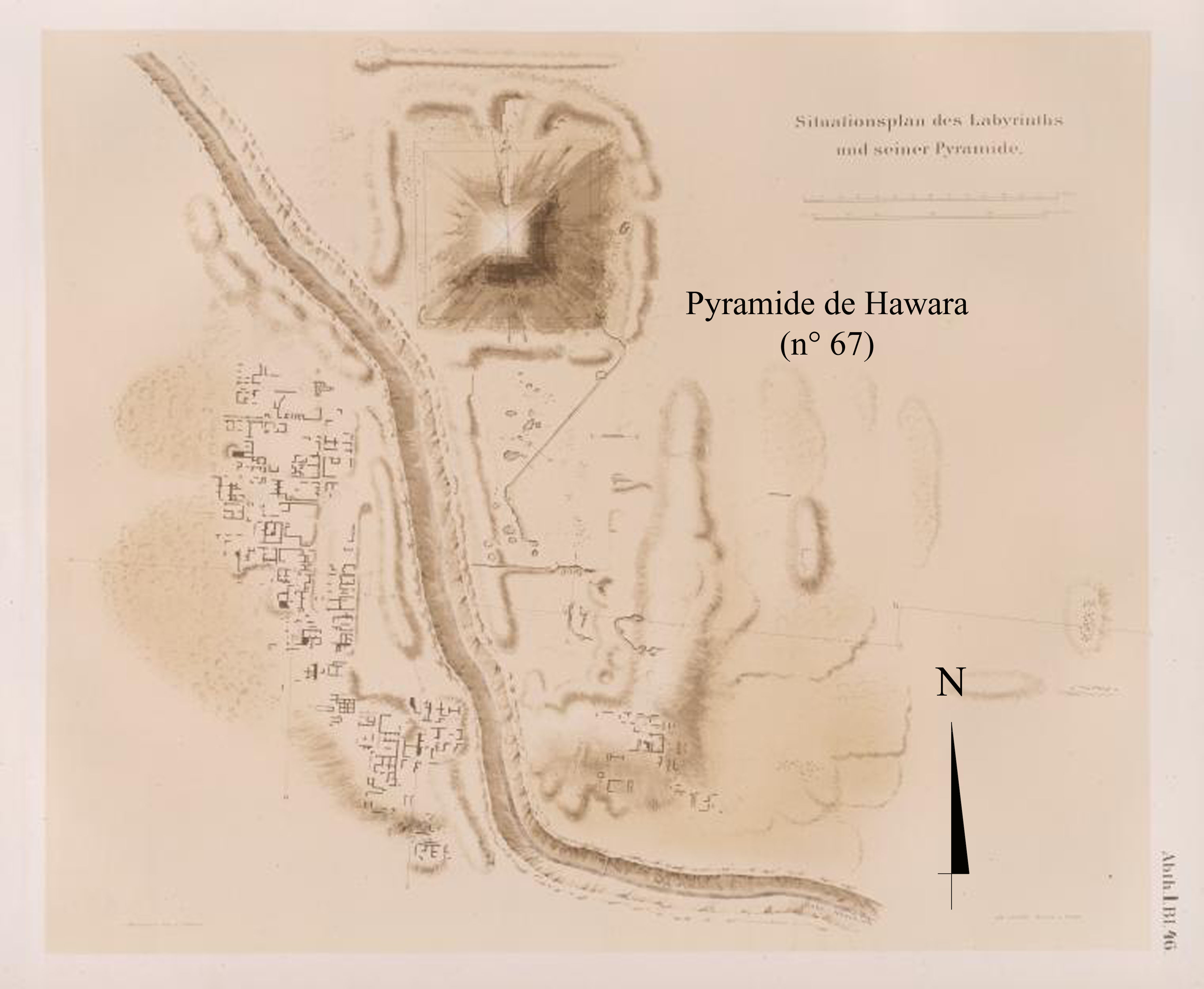
Пирамидальный комплекс на карте Лепсиуса
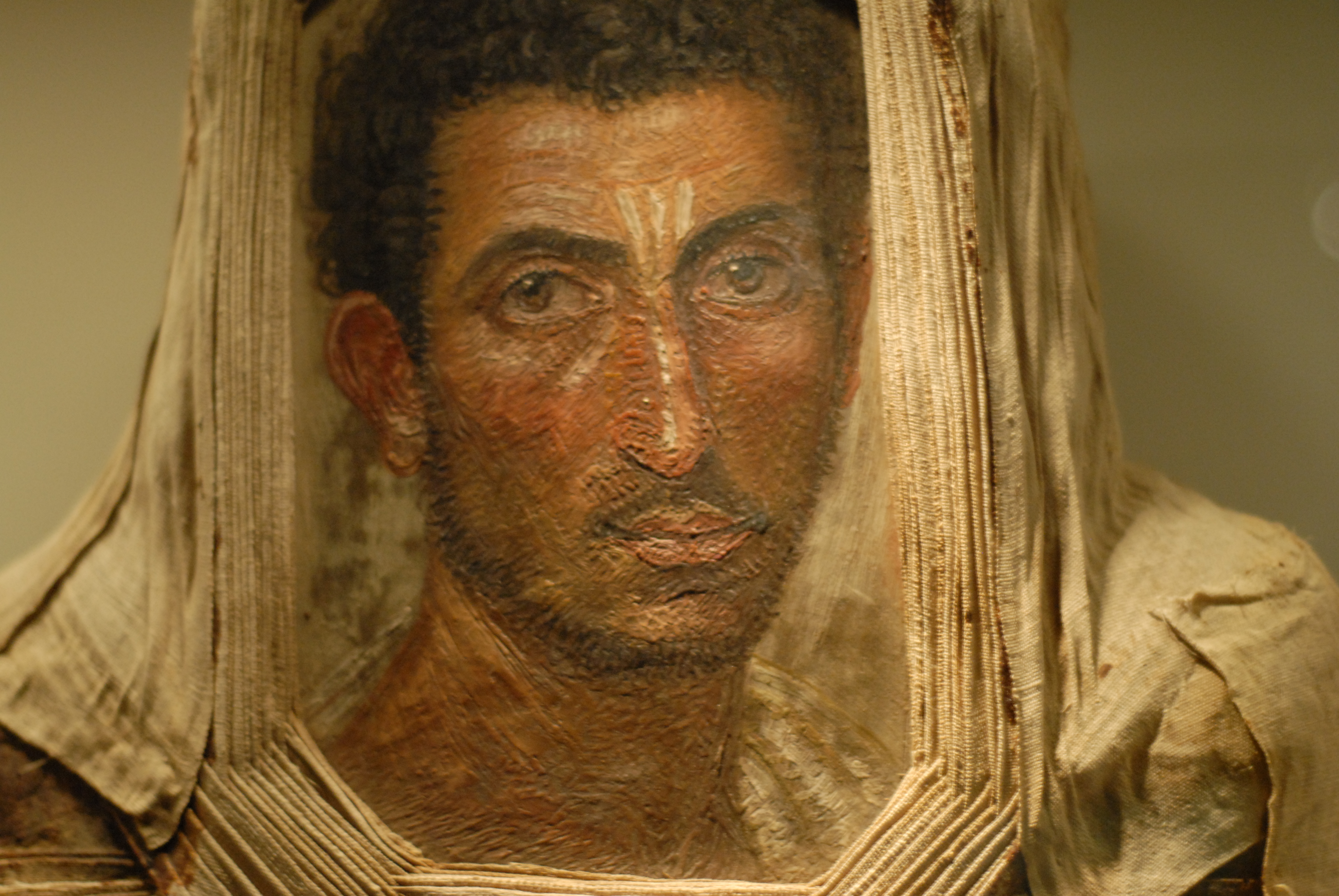
Файюмский портрет